# Găvănești
Găvănești is een Roemeense gemeente in het district Olt.
Găvănești telt 2245 inwoners.